# Ширвинта
Ширвинта (лит. Širvinta) — река в Вильнюсском уезде Литвы. Простираясь на 129 км, она является самым длинным притоком реки Швянтойи. Площадь водосборного бассейна — 918 км². Средний расход воды — 7,5 м³/с.
Исток Ширвинты находится в Ширвинтском районе. Она протекает город Ширвинтос, где существует невысокая плотина, и течёт через Укмергский район. Впадает в Швянтойи между деревнями Упнинкай и Вепряй.
Ширвинта отличается быстрым течением и извилистым каменистым руслом, благодаря чему пользуется популярностью у гребцов на каяках. Ширвинтский ландшафтный заповедник, охватывающий живописные берега и геологические наслоения вблизи реки, был создан в 1992 году для защиты этой уникальной местности. Некоторые рельефные наслоения близ Упнинкай достигают высоты 40 метров.
Название реки вероятно происходит от балтского прилагательного ширмас или ширвас, означающего «коричневая».